# Brighton City repülőtér
A Brighton City repülőtér (IATA: ESH, ICAO: EGKA) Anglia egyik nemzetközi repülőtere, amely Lancing közelében található. Éves utasforgalma 0 fő .

## Futópályák
A repülőtér futópályái:
- 02/20 (1036 m, 18 m, aszfalt)
- 02/20 (602 m, 23 m, fű)
- 06/24 (799 m, 25 m, fű)

## Forgalom
Az utasforgalom az elmúlt években az alábbi módon változott:
| Utasok száma | 37 384 | 7899 | 277  | 2774 | 2156 | 451  | 4508 | 634  | 490  |      |
|              | 1981   | 1985 | 1989 | 1994 | 1998 | 2002 | 2006 | 2011 | 2015 | 2020 |